# ダイナミック・ロールオーバー
ダイナミック・ロールオーバーは航空用語の一つ。
ヘリコプターには、離着陸時など、地面に近い状態において、ダイナミック・ロールオーバーと呼ばれるロール方向の回転が発生しやすい。
ダイナミック・ロールオーバーが発生するためには、まず最初に、何らかの要因でヘリコプターがスキッドまたは降着装置の車輪を中心としてロール方向に傾き、その機体の限界ロールオーバー角度に達することが必要である。この状態に至ると、メインローターの推力が機体をロール方向に回転させ続けるため、そこから回復することは不可能になる。限界ロールオーバー角度を超過すると、サイクリックによる修正では、ヘリコプターの横転を回避できなくなる。
ダイナミック・ロールオーバーは、ヘリコプターがスキッドまたは車輪を支点として傾いた時に始まる。この状態が生じる要因は、さまざまである。タイダウンやスキッド固定装置を外し忘れたり、横方向にホバリング移動している際にスキッドや車輪が堅い物体に接触したり、降着装置が雪や軟弱なアスファルト、または泥に埋まった場合などがある。ダイナミック・ロールオーバーは、また、傾斜地での運用中におけるパイロットの操作が不適切であった場合にも発生する可能性がある。原因のいかんに関わらず、機体が車輪やスキッドを中心としてロール方向に傾き始めた際に、適切な回復操作が行われなければ、ダイナミック・ロールオーバーが生じる可能性がある。
いったんダイナミック・ロールオーバーが始まると、反対方向にサイクリック・コントロールを操作するだけでは、その進行を止めることができない。例えば、右側のスキッドが物体に接触し、それを軸心点としてヘリコプターが右に傾き始めた場合、サイクリックを一杯に左側に倒したとしても、メインローター推力のベクトルおよびそのモーメントは、機体をさらに右に傾けるように働き続けてしまう。ダイナミック・ロールオーバーの進展を阻止するために最も有効なのは、コレクティブを素早く下げることである。また、ダイナミック・ロールオーバーは、スキッドと車輪のいずれを装備する機体においても、また、いかなるローター系統の形式においても発生する。

## スタティック・ロールオーバー
スタティック・ロールオーバーとは、ブレードが回転していない状態のヘリコプターに発生する、ロール方向への回転である。ブレードが停止している場合、ヘリコプターも他の物体と同様に、限界スタティック・ロールオーバー角度を超えた時点で横転を始める。その限界角は、それぞれのヘリコプターの重心によって異なっている。 
横転する物体には、その軸心点とそこから上方に伸びる想像上の線がある。その物体が軸心点を中心として傾くと、その軸線に物体の重心が近づいていく。重心が軸線を超えると、物体はその外側に向けて回転を始める。
限界スタティック・ロールオーバー角は、軸心点から上方に伸びる軸線上にヘリコプターの重心がある状態における、スキッドからスキッドまで引かれた想像上の線と水平面がなす角度から求められる。
スタティック・ロールオーバーは、自動車とも関係が深い。スタティック・ロールオーバーの限界は、自動車のロール安定性を検討する上で、重要な要素となっている。ロール安定性の度合いは、横方向の重力加速度をもって表される。実際には、ロールオーバーは、動的な事象として扱われる必要があるが、ロール安定性と横転事故発生の間には、強い因果関係が存在する。